# Переименованные улицы Тюмени

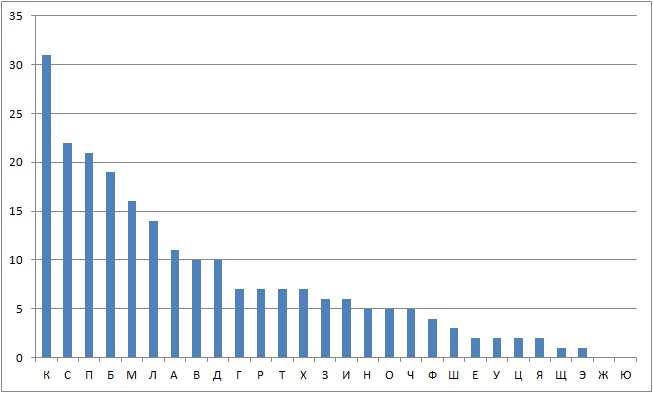
Распределение переименованных улиц Тюмени по первой букве названия отвечает закону Ципфа

Переименованные улицы и места Тюмени — список улиц и мест Тюмени, переименовывавшихся в советскую и другие эпохи. Для удобства поиска слева указаны современные названия улиц и мест, а справа — их прошлые названия. В списке указаны также переименованные улицы тех территорий, которые вошли в городскую черту Тюмени в процессе её роста. Всего в списке указано более 230 улиц и почти 260 переименований.
Наибольшее количество переименований улиц происходило четырежды:
- 4 ноября 1922 г. в честь 5-й годовщины Великой Октябрьской Социалистической революции (переименована 41 улица);
- середина  — конец 30-х  — в период массовых репрессий и гонениямий (в т. ч. и людей, в честь которых были названы улицы в 20-е годы);
- в 1957-58 годы в ходе борьбы с культом личности, когда переименовывались улицы, названные ранее в честь живых людей;
- в наши дни при присоединении к городу новых территорий, имеющих улицы с названиями, дублирующими уже существующие в городе (например, в 2014 году[1]).

## Список
| # А Б В Г Д Е Ё Ж З И К Л М Н О П Р С Т У Ф Х Ц Ч Ш Щ Э Ю Я |

- 1-я Молодёжная ул. ← Молодёжная ул. (до 2014, дер. Казарово)[2]
- 1-я Новая ул. ← Новая ул. (до 2014, дер. Казарово)[2]
- 2-ю Школьная ул. ← Школьная ул. (до 2014, с. Комарово)[2]
- 8-е Марта ул. ← Безымянная ул. (до 1957)[3]
- 25 Октября ул. ← Ильинская ул. (до 1922)[3]
- 50 лет ВЛКСМ ул. ← Донская	ул. (до 1968)[3]
- 50 лет Октября ул. ← Байкальская	ул. (до 1967)[3]
- 1905 года ул. ← Односторонка у заводу «Механик» ул. (до 1940)

### А
- Агеева ул. ← Бусыгина	ул. (в 1930-х  — 1957) ← 5-я Крестьянская ул. (до 1930-х)[3]
- Аграрная ул. ← Школьная ул. (до 2014, пос. Рощино)[2]
- Александра Пушкина ул. ← Ленинградская ул. (до 2014, пос. Антипино)[2]
- Алексея Маресьева ул. ← Мостовая ул. (до 2014, дер. Гилёва)[2]
- Амурская ул. ← Красовского ул. (до 1957)
- Антипинская ул. ← Садовая ул. (до 2014, пос. Антипино)[2]
- Антипинский пер. ← Садовый пер. (до 2014, пос. Антипино)[2]
- Анатолия Замкова ул. ← Восточная ул. (до 2014, село Утёшево)[2]
- Анатолия Секисова ул. ← Рабочая ул. (до 2014, дер. Плеханова)[2]
- Анатолия Шакшина ул. ← Звёздная ул. (до 2014, дер. Княжева)[2]
- Апрельская ул. ← Полевая ул. (до 2014, село Комарово)[2]

### Б
- Бакинских комиссаров ул. ← Аэропортовская (до 1957)
- Барнаульская ул. ← Оловянникова ул. (до 1955)
- Баррикадная ул. ← 2-Обдорская ул[3].
- Бастрыгина ул. ← Кольцевая ул. (до 1966)
- Беловежская ул. ← Фестивальная ул. (до 2014, пос. Антипино)[2]
- Бердюжская ул. ← Степная ул. (до 2014, дер. Воронина)[2]
- Бердюжский пер. ← Школьный пер. (до 2014, дер. Воронина)[2]
- Березовский пер. ← Таборная ул. (до 1930-х)[3]
- Благовещенская ул. ← Первомайская ул. (до 2014, пос. Антипино)[2]
- Благовещенский пер. ← Первомайский пер. (до 2014, пос. Антипино)[2]
- Битюкова пер. ← Северная ул. (до 2014, пос. Антипино)[2]
- Болотникова ул. ← Продовольственная ул. (до 1930-х)[3]
- Большевиков ул. ← Завод Большевик ул. (?)[4]
- Борцов Октября проезд ← Хасановская ул. (до 1950)
- Борцов революции площадь ← Александровская площадь
- Боткина ул. ← Новоозерная ул. (до 1957)
- Буденного ул. ← Мира ул. (до 2014, пос. Антипино)[2]
- Буревестника пер. ← Димитрова пер. (до 1957)
- Быковская ул. ← Луговая ул. (до 2014, дер. Быкова)[2]

### В
- Ванцетти ул. ← Малая Разъездная ул. (до 1928)[3]
- Вербная ул. ← Строителей ул.+Тепличная ул+Профсоюзная ул. (до 2014, дер. Гилёва)[2]
- Водников ул. ← 1-я Овражная ул. (до 1930-х)
- Водопроводная ул. ← Павлика Морозова ул. (в 1936—1939)
- Воеводы Барятинского ул. ← Лесная ул. (до 2014, село Комарово)[2]
- Волгоградская ул. ← Сталинградская ул. (до 1962) ← Завод Большевик ул.
- Вологодская ул. ← Зелёная ул. (до 2014, дер. Копытова)[2]
- Володарского ул. ← Знаменская ул. (до 1922)[3]
- Восстания ул. ← 5-я Новая ул. (до 1957)
- Высотная ул. ← Береговая ул. (до 2014, пос. Антипино)[2]

### Г
- Гайдара ул. ← Шестина ул. (в 1922—1957) ← 2-я Царевогородищенская ул. (до 1922)
- Георгия Жукова ул. ← Центральная ул. (до 2014, пос. Березняковский)[2]
- Герцена ул. ← Ляминская	 ул. (до 1922)[3] (по названию существовавшего ранее и позднее засыпанного озера Лям (Лямин, Лямин-Куль[5]) недалеко от Церкви Архангела Михаила)
- Голышмановская ул. ← Дачная ул. (до 2014, село Комарово)[2]
- Госпаровская ул. ← Новозагородная ул. (до 1930-х)[3]
- Грибоедова ул. ← 2-я Казачья (до 1930-х)
- Губкинская ул. ← Дружбы ул. (до 2014, пос. Березняковский)[2]

### Д
- Демьяна Бедного ул. ← 3-я Молодёжная ул. (до 1960)
- Деревенская ул. ← Луговая ул. (до 2014, дер. Воронина)[2]
- Дивная ул. ← Новая ул. (до 2014, пос. Березняковский)[2]
- Димитрова ул. ← Зиновьева ул. (в 1922—1927) ← 1-я Монастырская ул. (до 1922)
- Дзержинского ул. ← Садовая ул. (до 1926)[3]
- Дмитрия Яника ул. ← Тюменская ул. (до 2014, пос. Березняковский)[2]
- Днепровская ул. ← Поперечно-Заозёрная (до 1957)
- Добрая ул. ← Полевая ул. (до 2014, пос. Антипино)[2]
- Добрый пер. ← Степная ул. (до 2014, пос. Антипино)[2]
- Достоевского ул. ← 2-я Острожсная ул. (до 1922)[3]

### Е
- Елецкая ← Илецкая ул. (в конце XIX — начале XX в.)
- Елизарова ← Лагерная ул. (до 1967)

### З
- Загородная ул. ← Односторонка к железной дороге ул. (до 1930-х)
- Загородный сад ← Судостроителей парк
- Заозёрная ул. ← 1-я Заозёрная (до 1930-х)
- Запольная ул. ← 1-я Запольная (до 1930-х)
- Затюменский парк ← им. Оловянникова парк
- Знаменская ул. ← Пионерская ул. (до 2014, дер. Воронина)[2]

### И
- Ивана Быкова ул. ← Западная ул. (до 2014, село Утёшево)[2]
- Ивана Крылова ул. ← Водников ул. (до 2014, село Антипино)[2]
- Игарский пер. ← 1-я Заозёрная ул. (до 1930-х)
- Измайловская ул. ← Фестивальный пер. (до 2014, пос. Антипино)[2]
- Изумрудная ул. ← Солнечная ул. (до 2014, пос. Антипино)[2]
- Индустриальная ул. ← МОПРа ул. (до 1957)

### К
- Калинина ул. ← Андреева ул. (до 1957)
- Карла Маркса ул. ← Кагановича ул. (до 1957)
- Карская ул. ← 2-я Кузнечная ул. (до 1935)
- Каспийская ул. ← Рабочая ул. (до 2014, пос. Антипино)[2]
- Кирова ул. ← Крестьянская ул. (в 1922—1935) ← Войновская ул. (до 1922)[3]
- Княжевская ул. ← Приозерная ул. (до 2014, дер. Княжева)[2]
- Колхозная ул. ← 2-я Крестьянская ул. (до 1930-х)
- Комаровская ул. ← Школьная ул. (до 2014, село Комарово)[2]
- Комбинатская ул. ← Кладбищенская ул. (до 1940)
- Коммунаров ул. ← 4-я Таборная ул. (до 1930-х)
- Коммунистическая ул. ← Большая Монастырская ул. (до 1922)[3]
- Коммуны ул. ← 1-я Царевогородищенская ул. (до 1922)[3], Царева ул. (?)[6]
- Комсомольская ул. ← Тобольская ул. (до 1934)[3]
- Конституции ул. ← Односторонка к железной дороге ул. (до 1930-х (?)[6], до 1940 (?)[6])
- Корабельный проезд ← Минский проезд (до 1957)
- Короленко ул. ← Исправительная ул. (в 1922—1930-х) ← 1-я Острожная (до 1922)
- Котельщиков ул. ← 1-я Таборная ул. (до сер. 1930-х)
- Котовского ул. ← Проектируемая ул. (до 1957)
- Красина ул. ← Телеграфная ул. (до 1928)[3]
- Красноармейская ул. ← Георгиевская ул. (до 1922)
- Краснодонская ул. ← Шаурова ул. (в 1922—1957) ← 6-я Царевогородищенская (до 1922)
- Красный пер. ← 1-й Заозёрный пер. (до 1930-х)
- Кремлёвская ул. ← 2-я Новая ул. (до 1957)
- Крещенская ул. ← Механизаторов ул. (до 2014, пос. Березняковский)[2]
- Кристальная ул. ← Рабочая ул. (до 2014, дер. Быкова)[2]
- Крупской ул. ← Троцкого ул. (в 1922—1929) ← Стриковская ул. (до 1922)
- Кузнецова ул. ← Будённого ул. (в 1930—1957) ← 1-я Казачья ул. (до 1930-х)[3]
- Куйбышева ул. ← Орджоникидзе ул. (в 1930-е)
- Купцов Кухтериных ул. ← Новая ул. (до 2014, село Утёшево)[2]
- Купеческая ул. ← Дачная ул. (до 2014, пос. Березняковский)[2]
- Курская ул. ← Шеленкова ул. (до 1958)

### Л
- Ленина ул. ← Спасская ул. (до 1922)[3]
- Ленская ул. ← 3-я Запольная (до 1930)
- Лермонтова ул. ← 4-я Заозёрная (до 1930-х)
- Липецкая ул. ← Школьная ул. (до 2014, дер. Зайкова)[2]
- Липецкий пер. ← Заречная ул. (до 2014, дер. Зайкова)[2]
- Ломоносова ул. ← Малая Заречная ул. (до 1957)[3]
- Лопарева ул. ← Кренкеля ул. (до 1957)
- Луганская ул. ← Мало-Московская ул. (до 1957)
- Луговая ул. ← Большая Поперечная ул. (до 1930-х)
- Луначарского ул. ← Никольская ул. (до 1922)[3]
- Лунева ул. ← 5-я Царевогородищенская (до 1922)
- Лучистая ул. ← Береговая ул. (до 2014, дер. Воронина)[2]
- Льва Толстого ул. ← Кладбищенская ул. (до 1940)
- Любимая ул. ← Лесная ул. (до 2014, пос. Березняковский)[2]

### М
- Максима Горького ул. ← Односторонка к заводу Челюскинцев ← 2-я Поперечная ул. (до 1930-х)
- Малая Заречная ул. ← Заречная ул. (до 2014, дер. Казарово)[2]
- Малыгина ул. ← 5-я Кузнечная ул. (до 1935)
- Мангазейский пер. ← Мостовой пер. (до 2014, дер. Казарово)[2]
- Марьинская ул. ← Дружбы ул. (до 2014, пос. Верхний Бор)[2]
- Маяковского ул. ← 2-я Заозёрная (до 1930-х)
- Медовая ул. ← Молодёжная ул. (Гагарина ул.) (до 2014, пос. Рощино)[2]
- Мельничная ул. ← 4-я Поперечная ул. (до 1930-х)
- Механическая ул. ← 2-я Механическая ул. (в 1922—1935) ← 1-я Машаровская ул. (до 1922)
- Мира ул. ← Кривоноса ул. (до 1957)
- Миусская ул. ← Новомосковская ул. (до 1957)
- Михаила Яценко ул. ← Молодёжная ул. (до 2014, пос. Рощино)[2]
- Мориса Тореза ул. ← Колымская ул. (до 1964)
- Морская ул. ← Малая Береговая ул. (до 1957)
- Мурманская ул. ← 3-я Кузнечная ул. (до 1935)
- Муромская ул. ← Линейная ул. (до 2014, дер. Матмасы)[2]

### Н
- Небесная ул. ← Солнечная ул. (до 2014, дер. Воронина)[2]
- Немцова ул. ← Шверника ул. (в 1930—1957) ← Солдатская ул. (до 1930)[3]
- Николая Чаплина ул. ← Кирпичная ул. (в 1930-х  — 1968) ← 1-я Крестьянская ул. (до 1930-х)
- Никольский мост ← Затюменский мост
- Новосёлов ул. ← 4-я Новая ул. (до 1957)

### О
- Облепиховая ул. ← Дачная ул. (до 2014, дер. Воронина)[2]
- Огарева ул. ← 2-я Зелёная площадка (до 1957)
- Орджоникидзе ул. ← Московская ул. (в 1937—1955) ← Ишимская ул. (до 1937)[3]
- Осипенко ул. ← Ежова ул. (в 1937-1939) ← Томская ул. (до 1937)[3]
- Островского ул. ← Ново-Заречная ул. (до 1930-х)

### П
- Перекопская ул. ← Перекопский пер. (в 1922—1930-х годах) ← Трусовский пер. (до 1922)
- Пароходская ул. ← Пристанская	ул[3].
- Первомайская ул. ← Голицынская ул. (до 1920)[3]
- Петра Потапова ул. ← Юбилейная ул. (до 2014, пос. Березняковский)[2]
- Петропавловская ул. ← Степная ул. (до 2014, пос. Березняковский)[2]
- Печерский пер. ← Сургутский пер. (до 1930-х)
- Планетарный пер. ← Строителей пер. (до 2014, пос. Березняковский)[2]
- Плехановская ул. ← Полевая ул. (до 2014, дер. Плеханова)[2]
- Победы ул. ← Фишера ул. (в 1922-1957) ← 3-я Царевогородищенская (до 1922)
- Пограничников ул. ← Береговая ул. (до 2014, дер. Казарово)[2]
- Подольская ул. ← Совхозная ул. (до 2014, дер. Копытова)[2]
- Поэта Габдуллы Тукая ул. ← Габдуллы Тукая ул. (до 2014, дер. Матмасы)[2]
- Поэта Мусы Джалиля ул. ← Мусы Джалиля ул. (до 2014, дер. Матмасы)[2]
- Правды ул. ← Федорова ул. (до 1957)
- Пражская ул. ← Строителей ул. (до 2014, дер. Матмасы)[2]
- Пригородный пер. ← Мостовой пер. (до 2014, дер. Гилёва)[2]
- Провинциальная ул. ← Садовая ул. (до 2014, дер. Воронина)[2]
- Пролетарская ул. ← Вознесенская ул. (до 1922)
- Промышленный пер. ← Колмогоровский пер. (до 1922)
- Профсоюзная ул. ← Новая ул. (до 1930-х)[3]
- Пышминская ул. ← 4-я Крестьянская ул. (до 1930-х)

### Р
- Радищева ул. ← Базинский пер[3].
- Раздольная ул. ← Звёздная ул. (до 2014, пос. Антипино)[2]
- Революции ул. ← 3-я Крестьянская ул. (до 1930-х)
- Республики ул. ← Царская ул. (до 1917)[3] ← Благовещенская ул. (?)[7]
- Речная ул. ← Мало-Поперечная ул. (до 1930-х)
- Родная ул. ← Полевая ул. (до 2014, дер. Казарово)[2]
- Розы Люксембург ← Малая Царевогородищенская (до 1920-х)

### С
- Садовая ул. ← Татарская ул. (до 1957)[3]
- Сакко ул. ← Большая Разъездная ул. (до 1928)[3]
- Салехардская ул. ← 5-я Молодёжная ул. (до 1960)
- Салтыкова-Щедрина ул. ← 3-я Поперечная (до 1930-х)
- Самарцева ул. ← Червишевская ул. (до 1967)
- Свободы ул. ← 2-я Монастырская ул. (до 1922)
- Свердлова ул. ← Всехсвятская ул. (до 1922)[3]
- Семакова ул. ← Подаруевская ул. (до 1922)[3]
- Семёна Дежнёва ул. ← Западная ул. (до 2014, пос. Березняковский)[2]
- Сенная ул. ← Сенная площадь (до 1930-х)
- Семёна Шахлина пер. ← Садовый пер. (до 2014, пос. Березняковский)[2]
- Семёна Шахлина ул. ← Садовая ул. (до 2014, пос. Березняковский)[2]
- Сидора Путилова ул. ← Федерации ул. (до 2006)
- Сиреневая ул. ← Школьный пер. (до 2014, дер. Зайкова)[2]
- Славянская ул. ← Мира ул. (до 2014, пос. Верхний Бор)[2]
- Советская ул. ← Серебряковская ул. (до 1922)[3]
- Совхозная ул. ← Демьяна Бедного ул. (в 1930-е) ← 6-я Крестьянская улица (до 1930-х)
- Софьи Ковалевской ул. ← Безыменского ул. (в 1930-х  — 1950) ← Односторонка к железнодорожной ветке ул. (до 1930-х)
- Станкостроителей ул. ← Стахановская ул. (в 1935-1957) ← 1-я Механическая (до 1935)
- Ставропольская ул. ← 6-я Степная ул. (до 1957)
- Степана Колокольникова ул. ← Берёзовая ул. (до 2014, пос. Березняковский)[2]
- Суворова ул. ← Ширшова ул. (до 1957)

### Т
- Таборная ул. ← 5-я Таборная (до 1930-х)
- Тараскульская ул. Новая ул. (до 2014, пос. Тараскуль)[2]
- Тимирязева ул. ← 2-я Степная (до 1957)
- Тимофея Чаркова пер. ← Строителей пер. (до 2014, дер. Матмасы)[2]
- Тихоокеанский пер. ← 1-й Новый пер. (до 1957)
- Троицкая ул. ← Гагарина ул. (до 2014, пос. Рощино)[2]
- Тургенева ул. ← Полицейская ул. (до 1918)

### У
- Урицкого ул. ← Архангельская ул. (до 1922)[3]
- Усиевича ул. ← 2-я Овражная ул. (до 1930-х)

### Ф
- Фабричная ул. ← 4-я Механическая (до 1935)
- Федерации ул. ← 3-я Новая ул. (до 1957)
- Фестивальная ул. ← 1-я Зелёная площадка (до 1957)
- Фридриха Энгельса ул. ← Большая Городищенская ул. (до 1922)

### Х
- Хабибуллы Якина ул. ← Школьная ул. (до 2014, дер. Казарово)[2]
- Халиуллы Валеева ул. ← Мостовая ул. (до 2014, дер. Казарово)[2]
- Харьковская ул. ← 2-я Таборная ул. (до сер. 1930-х)
- Хлебная ул. ← Туринская ул. (до 2014, дер. Воронина)[2]
- Холодильная ул. ← Односторонка к мельнице ул. (до 1930-х)
- Хохрякова ул. ← Курская ул. (в 1922—1940) ← Успенская ул. (до 1922)[3]
- Худякова ул. ← 2-я Молодёжная	ул. (до 1958)[3]

### Ц
- Цимлянская ул. ← 6-я Молодёжная (до 1960)
- Циолковского ул. ← Ворошилова ул. (в 1922—1957) ← Громовская ул. (до 1922)

### Ч
- Чапаева ул. ← 3-я Механическая ул. (до 1930-х)
- Челюскинцев ул. ← Иркутская ул. (до 1934)[3]
- Чернышевского ул. ← Чернышова ул. (?)[7] (в 1922-1957) ← 4-я Царевогородищенская ул. (до 1922)
- Чкалова ул. ← Средняя Поперечная ул. (в 1938—1940) ← Блюхера ул. (в сер. 1930-х) ← Средняя Поперечная ул. (до сер. 1930-х)
- Чукотская ул. ← Пивзаводская ул. (до 1957)

### Ш
- Шахтёров ул. ← 4-я Молодёжная (до 1960)
- Шебалдина ул. ← Молодёжная ул. (до 2014, пос. Антипино)[2]
- Шишкова ул. ← ул. Полярников[3]

### Щ
- Щербакова ул. ← Мостовая ул. (до 1966)[3]

### Э
- Элеваторный взвоз ← Масловский взвоз

### Я
- Якова Точединова ул. ← Совхозная ул. (до 2014, дер. Казарово)[2]
- Ямальская ул. ← 2-я Запольная ул. (до 1930-х)